# Cypseloides cryptus
El vencejo barbiblanco, vencejo barbilla blanca, vencejo de barbilla blanca, vencejo canoso, vencejo castaño o  vencejo sombrío (Cypseloides cryptus) es una especie de ave apodiforme de la familia Apodidae. Es  nativo de Belice, Colombia, Costa Rica, Ecuador, Guyana, Honduras, México, Nicaragua, Panamá, Perú y Venezuela. 
Vive en bosque húmedo subtropical y tropical. No tiene subespecies reconocidas.